# Смоуки Уилсон
Роберт Ли «Смоуки» Уилсон (англ. Robert Lee «Smokey» Wilson, 11 июля 1936 года, Глен-Аллан, Миссисипи, США) — 8 сентября 2015 года, Лос-Анджелес, Калифорния, США; — американский блюзовый гитарист, вокалист и автор песен. Номинант Blues Music Awards в номинациях «Альбом традиционного блюза» (1996), «Песня года» (1998),  «Исполнитель современного блюза» (1998), «Альбом современного блюза» (1998) .

## Биография
Смоуки Уилсон родился в Глен-Аллане, Миссисипи в 1935 году, но рос в Лейк-Виллидже, Арканзас. С юности учился играть на гитаре, одновременно перебрав много рабочих профессий и остановившись на водителе грузовика. С 1961 года играл на бас-гитаре или барабанах в группе своего старшего брата; позднее заменил брата в группе на гитаре, переименовав группу в Little Robert & The Soul Searchers. 
Выступал с Рузвельтом Барнсом, Биг Джеком Джонсоном и Фрэнком Фростом и Сэмом Карром. В 1970 году после смерти матери переехал в Лос-Анджелес, где открыл клуб Pioneer Club в Уоттсе, пригороде Лос-Анджелеса и стал там же фронтменом клубной группы. Его типичная манера игры представляла собой традиционный приземлённый дельта-блюз. Также он приглашал выступать в клубе других музыкантов, в частности Биг Джо Тёрнера, Перси Мэйфилда, Пи Ви Крэйтона, Альберта Коллинза.   
В 1977 году он смог записать два альбома на Big Town Records, которые были описаны как «кусочек энергичного и пронзительного блюза: агрессивная гитара, очень выразительный голос, навеянный Хаулином Вулфом» . В 1978 году выступил на блюзовом фестивале в Сан-Франциско, в 1980 и 1981 выступал Long Beach Blues Festival. В альбоме 1983 года, содержащим каверы известных стандартов, он записался с такими известными музыкантами как Род Пьяцца и Холливуд Фэтс. 
Репутация музыканта стала расти в 1990-х с альбомами Smoke n' Fire (1993) и The Real Deal (1995). Альбом 1995 года номинировался на звание лучшего альбома традиционного блюза, а следующий альбом 1997 года The Man from Mars принёс Смоуки Уилсону три номинации Blues Music Awards. Музыкант начал гастролировать в США, Европе и Японии. После выхода последнего альбома 2003 года, записанного с группой The Andy T Band, Смоки Уилсон перенёс инсульт 
Он снялся в фильме PBS Three Generation of Blues вместе с Робертом Креем и Джоном Ли Хукером; также музыканта можно увидеть в видеоклипе певца Бэбифейс
Умер во сне 8 сентября 2015 года.
«Cмоуки Уилсон — идеальная фигура рок-н-ролла с чистой роковой дикостью как Джаггер, Хендрикс, Берри, Пит Таунсенд. Он играет зубами, за головой, крушит гитары, взрывает барабанные установки; этого у Смоуки в избытке…Как композитор, Смоуки демонстрирует потрясающее чувство мастерства…именно синкопа и раскованный блюзовый хаул Смоуки заставляют вас верить ему. Скрипучий хрип с твёрдой верой или убежденностью. Независимо от того, объясняет ли он свое разбитое сердце или поэтически проклинает систему, он делает это с силой парового катка» .
«Смоуки Уилсон, не будучи новатором или выдающимся стилистом, был настоящим блюзменом с неотразимой сценической харизмой и великой человечностью» .

## Дискография

### Студийные альбомы
- Blowin' Smoke (1977), Big Town; переиздан на CD P-Vine Records
- Sings the Blues (1978), Big Town; переиздан на CD P-Vine Records
- 88th Street Blues (1983); переиздан на CD Blind Pig Records
- With the William Clarke Band (1990), Black Magic
- Smoke n' Fire (1993), Bullseye Blues
- The Real Deal (1995), Bullseye Blues
- The Man from Mars (1997), Bullseye Blues
- Smokey Stack Lightnin' (1995), Vivid Sound
- Push (1999), P-Vine, сборник
- Ready to Roll (2003), Marble [5]